# Speicherkraftwerk Partenstein
Das Speicherkraftwerk Partenstein ist das erste Großkraftwerk Österreichs. Es liegt im Mühlviertel, im südlichen Gemeindegebiet der Gemeinde Kleinzell im Mühlkreis, in der Nähe der Einmündung der Großen Mühl in die Donau. Nach der Fertigstellung 1924 setzte es aufgrund seiner für damalige Verhältnisse hohen Leistung Maßstäbe in der frühen Elektrifizierung. Trotz einer späteren Leistungserhöhung rangiert es mittlerweile weit abgeschlagen in der Liste der leistungsstärksten Kraftwerke Österreichs.

## Geschichte
Im Jahr 1924 konnte die Kraftwerksanlage nach fünfjähriger Bauzeit in Betrieb genommen werden. Damals war das Kraftwerk mit einer Leistung von rund 29,5 MW und einem Regelarbeitsvermögen von 88 GWh pro Jahr das größte Kraftwerk Österreichs. Die zwei gegossenen Francis-Spiralturbinen mit vertikaler Welle wurden von der Firma Voith St. Pölten geliefert und montiert. Die beiden luftgekühlten Siemens-Synchrongeneratoren saßen darüber und waren mit der Turbine fix gekuppelt.
Die Kraftwerksgebäude, bestehend aus dem Maschinenhaus und dem 110-kV-Schalthaus, wurden in einer sparsamen Fachwerk-Betonbauweise im späten Jugendstil nach Plänen von Mauriz Balzarek errichtet. Der Barockbrunnen westlich des Kraftwerks und eine Statue des Heiligen Johannes Nepomuk neben der Brücke stammen aus dem ehemaligen Schloss Langhalsen, das vom Stausee überflutet wurde.
Als 1962–1964 der Donauspiegelaufstau durch das neu errichtete Kraftwerk Aschach um rund 10 m erfolgte, war eine Erneuerung und Anhebung der Francisturbinen erforderlich. Dabei wurde auch der dritte Maschinensatz als Nachschaltanlage eingebaut. Die Kraftwerksleistung erhöhte sich dabei auf 33,8 MW bei einem Regelarbeitsvermögen von 102 GWh pro Jahr.
Seit 1997 ist die gesamte Kraftwerksanlage einschließlich Stauwehr und Absperrorgane im Wasserschloss mit all ihren Komponenten mit Leittechnik ausgerüstet. Der automatisierte Fernbetrieb erfolgte bis Anfang 2012 von der Warte des Pumpspeicherkraftwerks Ranna. Heute wird das Kraftwerk Partenstein, wie alle Wasserkraftwerke der Energie AG, von der „Leitstelle Wasserkraft“ in Gmunden aus gesteuert.

## Staumauer und Stausee Langhalsen/Neufelden
Während der Bauzeit von 1919 bis 1924 musste für das Speicherkraftwerk ein Stausee angelegt werden (Lage).
Dazu wurde im Tal der Großen Mühl nördlich des Ortes Neufelden eine 17 Meter hohe Gewichtsstaumauer mit 117 m Kronenlänge errichtet, um den Fluss aufzustauen. Die Mauer besteht aus Bruchsteinmauerwerk mit quaderförmigen Granitblöcken und ist mit zwei Wehrschützenfeldern zur Hochwasserentlastung sowie einer Grundablassöffnung ausgestattet.
Der Stausee Langhalsen, auch als Stausee Neufelden bezeichnet, ist nach der kleinen Ortschaft Langhalsen benannt, die samt Schloss Langhalsen 1923/24 bis auf ein Haus abgerissen werden musste, da sie im Staubereich lag. Er dient als Wochenspeicher und hat ein Speichervolumen von 736.000 m³. Der See erstreckt sich im Tal der Großen Mühl zwischen Neufelden und der Burg Pürnstein.

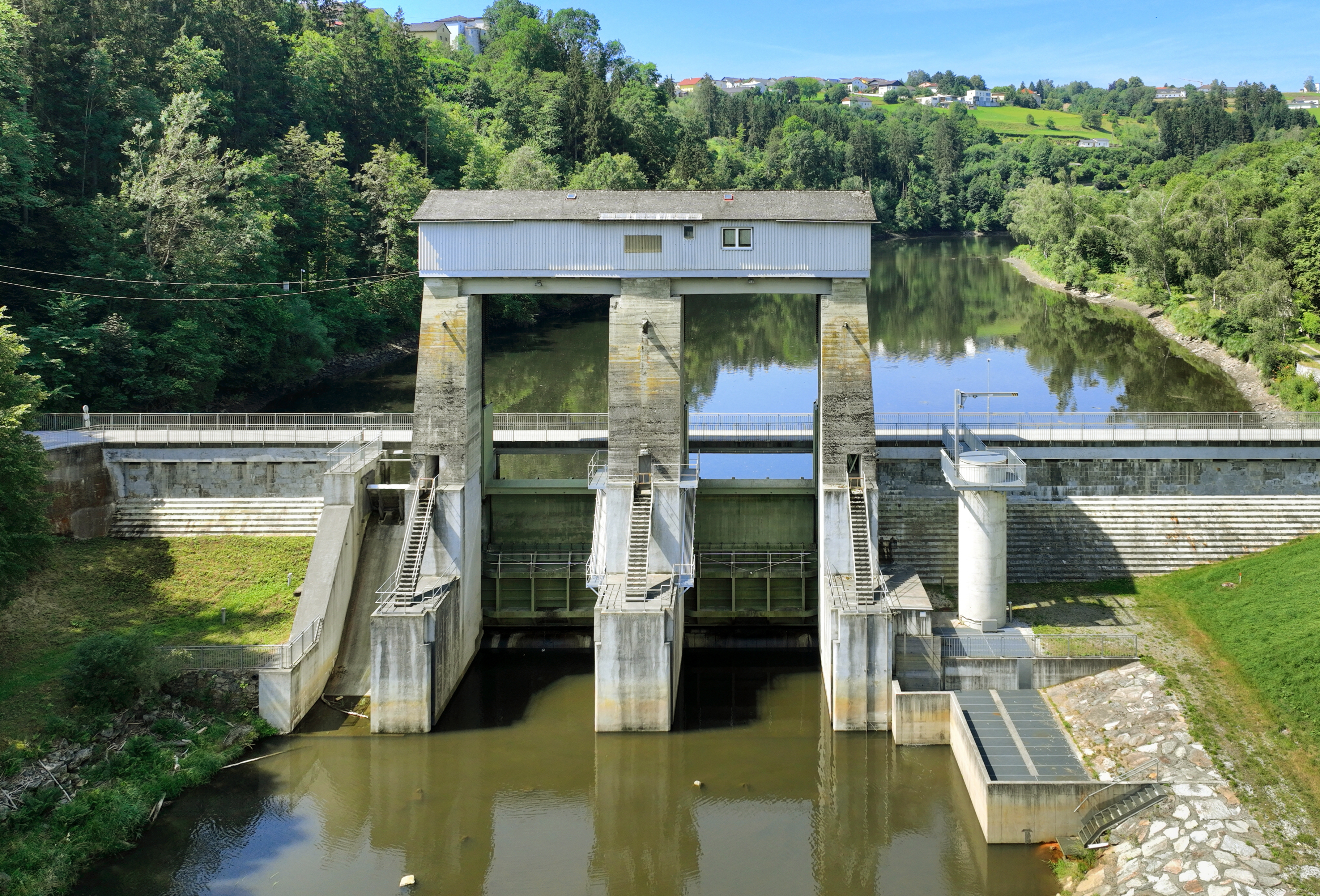
Stausee Neufelden; Blickrichtung flussaufwärts
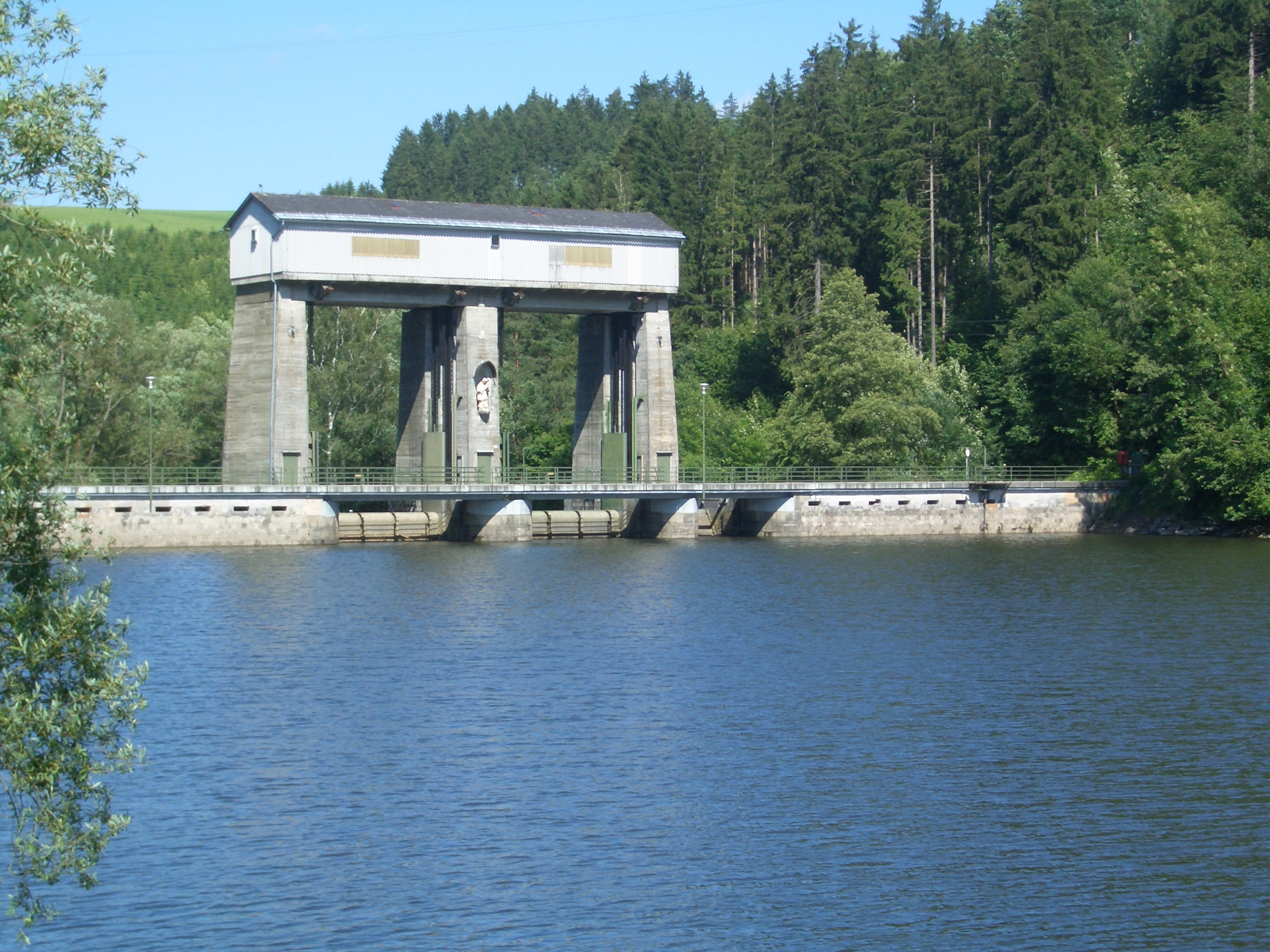
Stausee Neufelden; Blickrichtung flussabwärts

## Wasserstollen und Druckrohrleitung
Vom Einlaufbauwerk am Südufer des Stausees schließt sich ein unterirdischer, begehbarer und im Querschnitt kreisrunder Triebwasser-Felsstollen mit einer Gesamtlänge von 5,6 km und einem Durchmesser von 2,8 m an. Dieser verläuft in südlicher Richtung zunächst unterhalb des Ortes Neufelden, tritt dann aber noch einmal in einer kurzen Rohrbrücke über das Mühltal zu Tage. Anschließend verläuft der Stollen unterhalb des Ortes Kleinzell bis zu einer Geländekante oberhalb des Kraftwerks, an der das etwa 550 m hoch liegende Mühlviertler Hochland abrupt um rund 170 m auf das Niveau des eingeschnittenen Donautales abfällt. Hier muss das sogenannte Wasserschloss Druckstöße aufnehmen, wie sie bei raschem Abstellen, zum Beispiel bei Turbinenschnellschluss, entstehen, und das in Richtung zum Krafthaus in die nachgeschaltete Druckrohrleitung einfließende Wasser bei Betriebsstörung absperren.
Die österreichweit erstmals gebaute geschweißte (nicht genietete) Stahl-Druckrohrleitung überwindet in einer Schneise der bewaldeten steilen Flanken des Tales der Großen Mühl den Hauptanteil des nutzbaren Gefälles und endet im Maschinenhaus bei den Turbinen bzw. deren vorgeschalteten Kugelschiebern im Turbinengeschoß unterhalb der Generatoren. Die Rohrleitung ist 371 m lang und hat einen Durchmesser von 2,80 m vor bzw. 1,70 m lichte Weite ab der Hosenverzweigung im Maschinenhaus. Die im steilen Gelände oberirdisch verlegte Rohrleitung ist innen und außen korrosionsgeschützt und an vielen Stellen am Boden verankert. Bevor das Triebwasser das Maschinenhaus erreicht, wird geodätisch 30 m oberhalb der Hauptturbinen über einen Entnahmeschieber Betriebswasser zu Kühlzwecken entnommen. Die Ausbauwassermenge des Kraftwerkes beträgt 26 m³/s bei einer Rohfallhöhe von 176,2 m und einer Nennfallhöhe von 165,5 m.

## Turbinen und Maschinensätze

### Hauptstufe M1/M2
Der Hauptmaschinensatz besteht aus zwei Francis-Spiralturbinen mit vertikaler Welle mit je 19,6 MW und den beiden Drehstrom-Synchrongeneratoren mit je 21,5 MVA.
Die Turbinen, jeweils mit einem vorgeschalteten Kugelschieber, treiben vom Turbinengeschoß die Generatoren im oberen Generator-Geschoß mittels einer Wellenflanschverbindung an. Die Erregermaschinen der jeweiligen Generatoren sitzen wiederum auf den oberen Lagerschildern. Die Nenndrehzahl beträgt 600 min−1. Die Betriebsspannung liegt bei 5,5 kV. Gekühlt wird mit Luft.
Die Energieableitung vom Maschinen-Klemmenkasten erfolgt direkt mit blanker Al-Verschienung und mittels keramischer Wanddurchführungen zur nahen 5,5-kV-Schaltanlage, in der auch die Sternpunktbehandlung, erforderlich für Generatorschutz-Zwecke (Bütowtrafo für Wicklungserdschlusserfassung), erfolgt. Der Leistungsabtransport von dieser Schaltanlage in Richtung 110-kV-Netz erfolgt über eine sechsfach parallele Einleiter-Kabelverbindung zum Umspannwerk.
Turbinen-Funktionsweise:
Die neu eingebauten Francisspiralturbinen, geliefert von der Firma Voith St. Pölten, weisen ein erwähnenswertes Konstruktionsmerkmal auf.
Üblicherweise wird das Wasser in das liegende Spiralgehäuse bei senkrechter Welle tangential zugeführt, tritt aus dem Spiralgehäuse aus und damit zugleich radial in den Leitapparat ein. Die stromlinienförmigen, schwenkbar gelagerten Leitschaufeln lenken den Eintrittsstrahl ca. 45 Grad zur Tangente in Drehrichtung des Laufrades um, um im Zusammenwirken mit der Umfangsgeschwindigkeit die resultierende Relativgeschwindigkeit in die schräg zur Tangente am Eintrittsort stehenden Schaufeln zu lenken, dass es so stoßfrei in das Laufrad eintritt, so, dass das Wasser völlig ungestört in die Schaufelkanäle, dem Zwischenraum zwischen zwei Schaufeln, eintritt. Nun durchströmt das Wasser in gekrümmter Bahn den Schaufelkanal, teils noch radial, aber bereits mit axialer Komponente zum Ende des Schaufelkanales in Richtung nach oben. Hier sind die Winkel und die nicht unerhebliche Wasseraustrittsgeschwindigkeit sowie die Umfangsgeschwindigkeit des Laufradinnendurchmessers so abgestimmt, dass aus den drei Vektoren plötzlich jede radiale Komponente verschwunden ist und nur mehr eine ruhig nach oben in das Saugrohr strömende Wassersäule daraus resultiert. Die Verlusthöhe ist mit
{\displaystyle h={\frac {v^{2}}{2\cdot g}}}
ausreichend, um das Wasser bis zum Saugrohrende zu bewegen, wo durch eine kontinuierliche Saugrohrerweiterung (Diffusor) noch ein Energiegewinn ermöglicht wird. Erst hier hat das Wasser die gewünschte minimale energiearme Geschwindigkeit, die jedoch gerade noch ausreicht, um dem nachströmenden Wasser Platz zu machen. Sollte eine Turbine 100 % Wirkungsgrad erreichen müssen, müsste das herausfließende Wasser beim Saugrohraustritt stehend sein, dann hätte es keine Energie mehr in sich. Da dies nicht möglich ist, ist auch die bestens berechnete und gefertigte Turbine nie 100%ig in der Ausbeute des vorhandenen Potenzials, dem Wasser des Speichersees. Außerdem gibt es unvermeidliche Druckverluste beim Durchströmen des Betriebswassers durch den hydrodynamisch geformten Leitapparat und durch die räumlich gekrümmten Schaufelkanäle des Laufrades selbst – man spricht von der Laufradverlusthöhe in Meter Wassersäule beim Nenndurchfluss. Der hydraulische Wirkungsgrad der Turbine dürfte etwa bei 90–91 % liegen. Höhenverluste im kreisrunden Felsstollen und der Stahl-Druckrohrleitung sind je nach Betriebsart (Leistung) verschieden und sind beim genannten Turbinenwirkungsgrad unberücksichtigt. Die Verluste einer hydraulischen Anlage schwanken vom Nenn-Wirkungsgrad bei 100 % Last bis zum jeweiligenTeillastwirkungsgrad. Dies im Falle von Laufwasserkraftwerken je nach Wasserdargebot, nicht
so bei Speicherkraftwerken, denn dort sind die Leistungen zumeist konstant im Nennbereich, außer beim Anfahren und Abstellen.
Die konstruktive Besonderheit der beiden Hauptturbinen liegt darin, dass die Turbinenwelle koaxial in dem nach oben abgehenden Saugrohr verläuft, solange, bis die Welle beim Außenbogen des darauf ansetzenden 90°-Saugrohrkrümmers durchtritt. Die Turbinenwelle liegt sozusagen schräg in der Saugrohrströmung, strömungstechnisch ungünstig, jedoch bei der Saugrohrquerschnittswahl einkalkuliert. Eine vorhandene und möglicherweise dadurch geförderte Kavitationsneigung wird durch Einblasen von Pressluft beseitigt.
Das Wasser dieser Turbinen strömt beim Austritt nicht nach unten, wie normalerweise üblich, sondern in diesem Fall nach oben und anschließend durch einen 90°-Krümmer horizontal in ein Überströmbecken. Um das noch übrige Gefälle zum Donaurückstau restlos auszunutzen, wird das Wasser dann der Kaplan-Nachschaltanlage zugeführt.

### Nachschaltanlage M3
Bei der Turbinenerneuerung 1964 wurde zusätzlich eine Kaplan-Rohrturbine mit 2192 kW Leistung eingebaut. Diese ist in einer Kaverne 30 m südwestlich des Maschinenhauses untergebracht. Sie wird aus dem Überströmbecken versorgt und dient zur Nutzung des Restgefälles von ca. 10 m. Anschließend fließt das Wasser durch die Unterwasserführung – einen 240 m langen Druckstollen – ins Flussbett nahe der Mündung der aus der Donau rückgestauten Großen Mühl. Das nutzbare Restgefälle ist daher abhängig vom Wasserstand der aus dem Kraftwerk Aschach rückgestauten Donau.
Bei fehlender Betriebsbereitschaft der Kaplanturbine M3 fließt das Wasser nach den Hauptturbinen über die wehrkronenartige Oberkante des Überströmbeckens direkt ins Flussbett der Großen Mühl ab.

### Eigenbedarfsanlage M4
Da es bei stillstehenden Maschinen und gleichzeitigem Ausfall des 110-kV-Netzes möglich sein muss, einen Schwarzstart durchzuführen, besitzt das Kraftwerk in einem Untergeschoßraum seit 1997 einen neuen Eigenbedarfsmaschinensatz mit 400 kVA Bemessungsleistung. Eine eindüsige Peltonturbine entnimmt über einen Absperrschieber das Betriebswasser aus der Druckrohrleitung mit Hn=153 m und führt es hinter der Turbine in das Überströmbecken ab. Das direkt fliegend auf der Generatorwelle befestigte Pelton-Laufrad ist in einem geschweißten Turbinengehäuse untergebracht. Die Verstellung der Düsennadel erfolgt mittels elektrischem Servomotor, der Strahlablenker im Gehäuse des Laufrades unterhalb der Einspritzdüse wird ebenfalls mit Servomotor sowie einem rasch arbeitenden mechanischen Gewichtsantrieb für Turbinenschnellschluss mittels Strahlablenker betätigt.
Der Synchrongenerator ist vierpolig, für eine Turbinendrehzahl von 1.500 min−1 ausgelegt. Die gesamte Maschinensteuerung und -überwachung erfolgt durch einen im Maschinensteuerschrank eingebauten Industriecomputer. Die erzeugte Energie mit 3×400 V bei cos φ = 0,8 (320 kW) wird über zwei Parallelkabel YY 4x185 (Cu) zum Eigenbedarfsverteiler abgeführt. Dieser wiederum ist mit einem 400-kVA-Umspanner, 30kV/400V, des Umspannwerks verbunden.
Um bei Stoßbeanspruchung durch diverse Verbraucher unempfindlicher zu sein und aus der Notwendigkeit, bei schlagartiger Entlastung nicht durchzugehen, ist gegenüber der Generatorabtriebsseite auf der Generatorwelle ein Schwungrad mit ca. 1,6 m Durchmesser und 100 mm Stärke angebracht. Dieses Schwungrad ist Voraussetzung für eine inselbetriebsfähige Stromversorgung aller für den Betrieb notwendigen Hilfsbetriebe der beiden Großmaschinensätze M1 und M2.
Die Schwungmasse des Generators ermöglicht beim Anfahren das langsame Durchlaufen der Drehzahl im Bemessungsdrehzahlbereich, um der automatischen Synchronisiereinheit die erforderliche Zeit zum Messen der Generator-Außenleiterspannung und der Referenzspannung des Eigenbedarfsverteilers sowie der wichtigeren Frequenz der Generatorspannung vor der Synchronisierungszuschaltung zu erfassen. Die dazu benötigte Zeit für die Zuschaltung der Maschine an den bespannten Eigenbedarfsverteiler liegt bei ca. 1 bis 2 Minuten. Bei Totalausfall des Stromnetzes ist ein Synchronisiervorgang nicht erforderlich, eine Referenzspannung des ausgefallenen Netzes ist nicht vorhanden bzw. null Volt. Die Stromversorgung des Computers erfolgt über einen 220VDC/230VAC-Wechselrichter, der seinerseits aus der 220-V-Blei-Stationsbatterie versorgt ist. Die Servomotoren für die Leistungsregelung bzw. für den Strahlablenker werden über separate Wechselrichter versorgt.
Im Zusammenhang mit der automatisch erfolgenden Spannungsregelung sei noch zum Generator erwähnt, dass der Wirkungsgrad eines Generators mit steigendem sin φ bzw. fallenden cos φ ebenfalls fällt. Die gewählte eindüsige Pelton-Hochdruckturbine ist für den vorliegenden Einsatz die geeignetste Turbine.
Die 1924 eingebaute Originalturbine inklusive offenem Schenkelpolgenerator war bis 1997 in Betrieb. Danach musste sie dem oben beschriebenen Maschinensatz weichen.

### Kühlwasserturbine
Die für Kühlzwecke erforderliche Entnahmemenge von rund 50 l/s wird einer kleinen 55-kW-Peltonturbine zugeführt, dabei von H=135 m entspannt, durch eine Filtereinrichtung geleitet und dem Kreislauf für die Wasserkühlung der Generatoren-Gleitlager in das Maschinenhaus zugeleitet. Die dabei mittels eines Asynchrongenerators gewonnene Energie wird über Kabel in den 400-V-Eigenbedarfsverteiler eingespeist. Mit Ausnahme des technisch unumgänglichen Stromverbrauchs für Hilfsbetriebe, wie Öldruckerzeugung für Lagerschmierung und Turbinenregelung, geht keine Energie verloren.

## Umspannwerk und Netzanbindung
Im Schalthaus östlich des Maschinengebäudes befindet sich die 110-kV-Innenraumschaltanlage. Sie ermöglichte 1924 erstmals den Energietransport über eine neue 110-kV-Hochspannungsfreileitung über Linz-Wegscheid nach Wien zur Energieversorgung der Bundeshauptstadt.
Heute führen die 110-kV-Freileitungen zum Pumpspeicherkraftwerk Ranna sowie zum Kraftwerk Ottensheim-Wilhering. Daneben ist das Kraftwerk auch an das regionale 30-kV-Mittelspannungsnetz angebunden.
Technische Beschreibung der Schaltanlage:
Die zwei 5,5kV/110kV-Maschinentransformatoren mit je 20 MVA Leistung sind nur durch eine kurze Schienenverbindung, die Trafo- und Gerätetransporte zur dahinter liegenden Freiluftschaltanlage erlaubt, vom Schalthaus getrennt.
Danach wird Al-verseilt in die Schaltanlage zu den ölarmen Leistungsschaltern eingespeist. Diese sind in einer mit Stahlblech-Flügeltoren abgeschlossenen Schalterbox aufgestellt. Sie sind über Verteilautomaten mit 220 V DC für den Federkraftspeicherantriebs-Aufzugsmotor versorgt, ausgerüstet mit je einer Ein-Spule und zwei separaten Schutz-Auslösespulen für Trafo-Differentialschutz und Reserveschutz. Letzterer, angespeist von einem separaten auslöseenergieautarken Verteilautomaten aus einer DC-Verteileinrichtung, um das Überstromzeitrelais zu versorgen.
Vom Leistungsschalter wird die Energie über Stromwandler zu den Trennschaltern im Obergeschoß des Gebäudes geleitet.
An den Deckenquerstreben des Gebäudes sind die Keramikstützen der 50 mm-Al-Rohrsammelschiene hängend montiert. Die einzelnen Sammelschienentrennschalter werden von 220V-DC-Antriebsmotoren mit Spindelgetriebe und mechanischem Kupplungsgestänge mit zwischengelagerten korrosionsfreien 30-mm-Stahlwellen sowie Antriebshebel, die über 90°-Umlenkungen am Sockel der Drehsäule kräftemäßig wirken, angetrieben. Die Stromversorgung der Motoren erfolgt aus dem jeweiligen Steuerschrank.
Die letzte Etappe der Antriebskinematik endet beim Antriebshebel der kugelgelagerten keramischen Drehsäulen, die die Trennmesser mit an den Kontaktstellen versilberten Kupferstrombahnen tragen. Anschließend führen die Leitungen hinaus zur Freileitung.

## Modernisierung
Die Modernisierung des Kraftwerks Partenstein in den Jahren 2018–2019 umfasste eine umfassende Generalsanierung, bei der das Umspannwerk, welches ursprünglich im Jahr 1924 errichtet wurde, erneuert und modernisiert wurde. Die bisherigen 110-kV- und 30-kV-Schaltanlagen wurden im Rahmen dieser Sanierung durch moderne, gasisolierte Innenraumschaltanlagen ersetzt.